# Der Deutsche Pionier

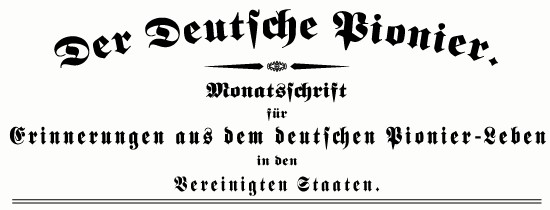
Der Deutsche Pionier, Ausgabe von 1875

Der Deutsche Pionier war eine deutschsprachige Monatsschrift für Erinnerungen aus dem deutschen Pionier-Leben in den Vereinigten Staaten. Die Zeitschrift wurde vom Deutschen Pionier-Verein von Cincinnati (Ohio) in den Jahren 1869 bis 1887 (18 Jahrgänge) herausgegeben.

## Geschichte
Der Deutsche Pionierverein von Cincinnati wurde im Jahr 1868 gegründet. Von den 522 Mitgliedern des Jahres 1869 stammten 37 aus dem Großherzogtum Oldenburg und 108 aus dem Königreich Hannover.
Chefredakteure waren Gustav Brühl und Heinrich Rattermann. Rattermann stammte aus Ankum im Landkreis Osnabrück, war Historiker und gründete in Cincinnati die Deutsche Gegenseitige Versicherungs-Gesellschaft.
Im Dezember 1874 besuchte Rattermann auch Friedrich Münch, den Gründer der „Gießener Auswanderungsgesellschaft“, auf dessen Farm bei Dutzow. Das Ergebnis dieses Gesprächs erschien in der Pionier-Ausgabe von April 1875.
Die Lebenserinnerungen der Luise Ernst (1800–1888), Ehefrau des Friedrich Ernst, des ersten deutschen Siedlers in Texas, wurden 1884 in der Zeitschrift veröffentlicht.

## Archiv
Diese Monatsschrift ist heute eine Fundgrube für Historiker und Genealogen, die sich für das allgemeine Leben und die Biografien der deutschen Auswanderer der 1830er und 1840er Jahre aus dem deutschen Nordwesten interessieren (siehe auch: Dreißiger und Forty-Eighters). Alle 18 Jahrgänge wurden deshalb von der Forschungsstelle Deutsche Auswanderer in den USA (DAUSA, Oldenburg) auf Mikrofilm und auf der Website der DAUSA zur allgemeinen Nutzung archiviert.